# Congresso Nacional Extraordinário do Kuomintang
O Congresso Nacional Extraordinário do Kuomintang ou Congresso Nacional de Emergência do Kuomintang foi uma reunião de emergência do Partido Nacionalista da China, o Kuomintang, após a invasão japonesa.
Ele foi convocado em 29 de Março e durou 4 noites, até 1º de Abril quando Chiang Kai-Shek foi selecionado como o Diretor-Geral do Kuomintang, um cargo com mais poderoso que o de Secretário-Geral do Kuomintang, sendo abolido apenas após a morte de Chiang Kai-Shek, quando a República da China já se situava em Taiwan.
1. ↑  Li, Kuo-chi (1977). The 1938 Extraordinary National Congress of the Kuomintang of China. [S.l.: s.n.]
2. ↑  «THE KUOMINTANG:». University of California Press. 28 de abril de 2023: 176–186. ISBN 978-0-520-33014-6. Consultado em 11 de agosto de 2024
3. ↑  «Kuomintang News Network». www1.kmt.org.tw. Consultado em 11 de agosto de 2024